# Stargard Gubiński (gromada)
Stargard Gubiński – dawna gromada, czyli najmniejsza jednostka podziału terytorialnego Polskiej Rzeczypospolitej Ludowej w latach 1954–1972.
Gromady, z gromadzkimi radami narodowymi (GRN) jako organami władzy najniższego stopnia na wsi, funkcjonowały od reformy reorganizującej administrację wiejską przeprowadzonej jesienią 1954 do momentu ich zniesienia z dniem 1 stycznia 1973, tym samym wypierając organizację gminną w latach 1954–1972.
Gromadę Stargard Gubiński z siedzibą GRN w Stargardzie Gubińskim utworzono – jako jedną z 8759 gromad na obszarze Polski – w powiecie gubińskim w woj. zielonogórskim na mocy uchwały nr V/16/54 WRN w Zielonej Górze z dnia 5 października 1954. W skład jednostki weszły obszary dotychczasowych gromad Stargard Gubiński, Chociejów, Gębice, Starosiedle, Witaszkowo i Kozów ze zniesionej gminy Czarnowice w tymże powiecie. Dla gromady ustalono 11 członków gromadzkiej rady narodowej.
W związku z likwidacją powiatu gubińskiego z dniem 31 grudnia 1961 gromada weszła w skład powiatu lubskiego w tymże województwie.
1 lipca 1968 do gromady Stargard Gubiński włączono obszar zniesionej gromady Czarnowice w tymże powiecie.
Gromada przetrwała do końca 1972 roku, czyli do kolejnej reformy gminnej. 1 stycznia 1973 w powiecie lubskim utworzono gminę Stargard Gubiński (zniesiono ją ponownie 15 stycznia 1976).